# هنر سرقت (فیلم ۲۰۱۳)
هنر سرقت (به انگلیسی: The Art of the Steal) فیلمی محصول سال ۲۰۱۳ و به کارگردانی جاناتا سوبول است. در این فیلم بازیگرانی همچون کرت راسل، جی باروشل، کاترین وینیک، کریس دیامانتوپولوس، کنت ولش، جیسون جونز، ترنس استامپ، مت دیلون، دوون بوستیک، یوجین لیپینسکی و کامیلا اسکات ایفای نقش کرده‌اند.